# Christian Møller Pedersen
Christian Møller Pedersen (født 27. oktober 1889 i Holstebro, død 22. marts 1953 i København) var en dansk gymnast, som deltog i OL 1920.

## Gymnastikkarriere
Sammen med 19 andre danske deltagere deltog han i holdgymnastik efter frit system ved OL 1920 i Antwerpen. Kun to nationer stillede op, og Danmark fik 51,35 point på førstepladsen, mens Norge vandt sølv med 48,55 point.